# Brooke Hanson
Brooke Louise Hanson (Sídney, 18 de marzo de 1978) es una nadadora australiana especializada en pruebas de estilo braza, donde consiguió ser subcampeona olímpica en 2004 en los 100 metros.

## Carrera deportiva
En los Juegos Olímpicos de Atenas 2004 ganó la medalla de plata en los 100 metros estilo braza, con un tiempo de 1:07.15 segundos, tras la china Luo Xuejuan y por delante de su compatriota Leisel Jones.